# Mathare

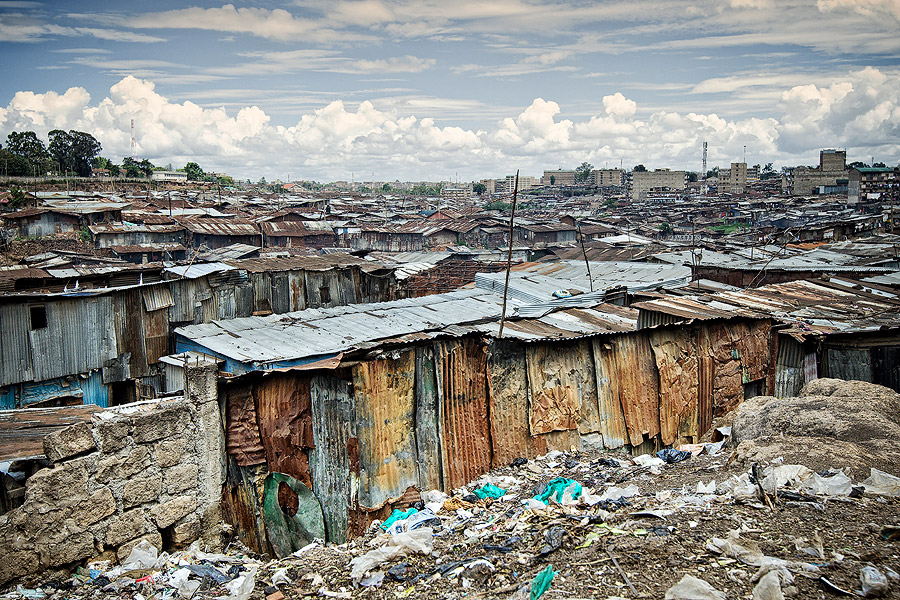
Una veduta della baraccopoli della valle di Mathare.

Mathare è un agglomerato di slum (baraccopoli) in periferia di Nairobi. Con una popolazione stimata intorno alle 500.000 persone, è una delle baraccopoli più vaste del Kenya. Lo slum più grande e più antico di Mathare, Mathare Valley, conta da solo circa 180.000 abitanti.

## Delinquenza
Nel 2006 Mathare ha ricevuto l'attenzione dei media internazionali a causa di una serie di violenti scontri fra gang, nel corso dei quali sono state bruciate centinaia di abitazioni e uccise almeno 10 persone. Al fine di ripristinare l'ordine, il governo keniano ha dovuto inviare sul luogo prima la polizia e poi l'esercito. Ulteriori disordini scontri fra le gang e la polizia si sono avuti nel 2007, anche in occasione delle controverse elezioni politiche di dicembre. Molti residenti di Mathare, sfollati durante i disordini, non sono ancora tornati alle loro abitazioni.

## Sport
A Mathare ha sede la squadra di calcio del Mathare United.